# Jakab Elek (történész)

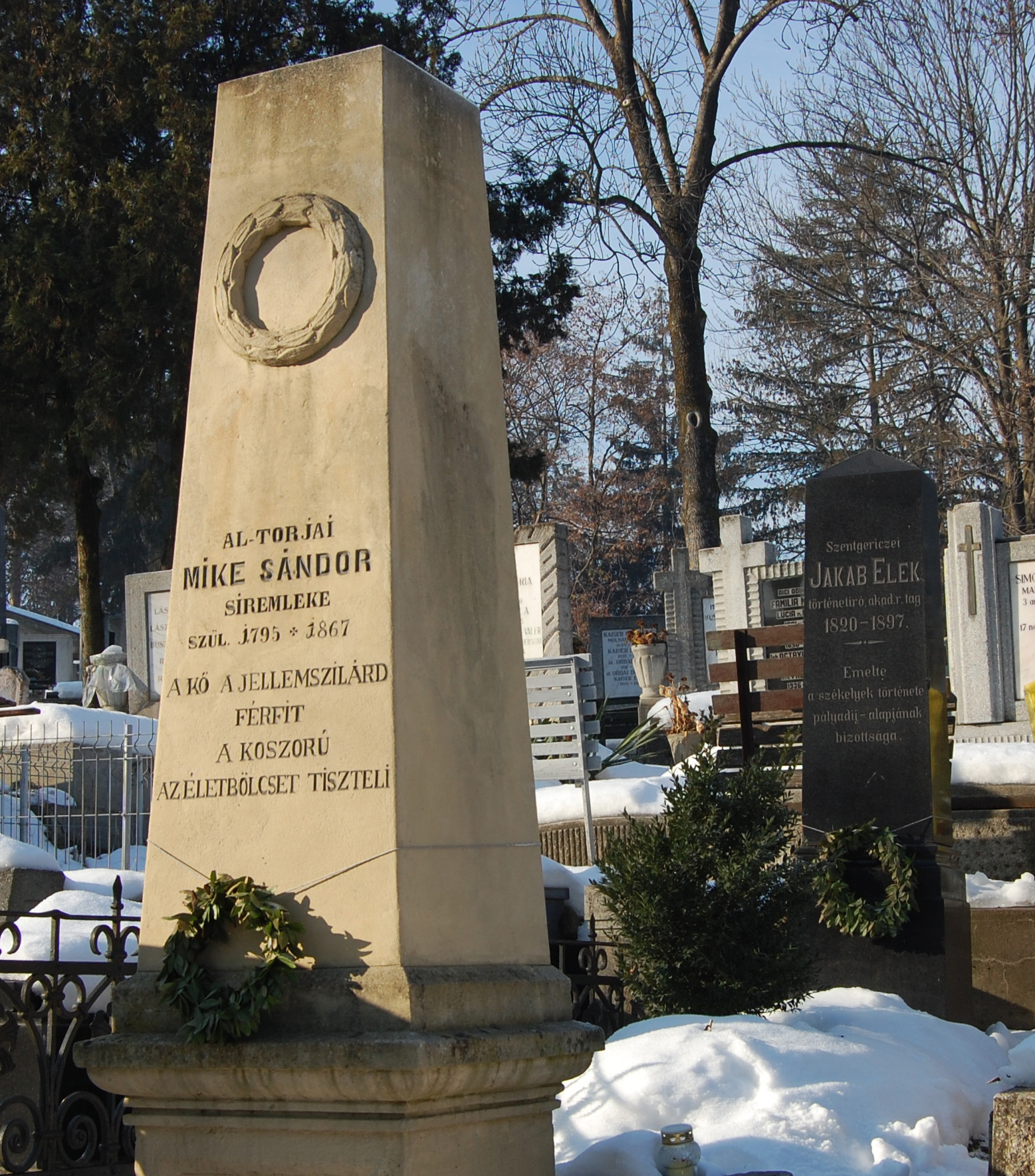
Sírja a Házsongárdi temetőben, apósa, Mike Sándor sírja mögött

Szentgericzei Jakab Elek (Szentgerice, 1820. február 13. – Budapest, 1897. július 22.) történész, művelődéstörténész, levéltáros, jogász, a Magyar Tudományos Akadémia levelező (1870), majd rendes (1889) tagja. Életművét levéltári kutatásai alapján végzett, Erdély újkori történetére és művelődéstörténetére vonatkozó munkái teszik mindmáig jelentőssé.

## Életútja
Unitárius kisnemesi családból származott. Elemi iskoláit szülőfalujában, középiskolai tanulmányait a székelykeresztúri unitárius algimnáziumban végezte, majd 1837-től 1840-ig a kolozsvári unitárius kollégiumban tanult bölcseletet, jogot és teológiát. A kollégiumban részt vett az önképzőkör tevékenységében és Kőváry Lászlóval közösen kiadták az Ébredő illetve Remény című lapokat; ez utóbbiban jelentek meg első írásai és versei. Egy éven át a marosvásárhelyi ítélőtáblánál dolgozott joggyakornokként, majd 1841-től 1848-ig az erdélyi kincstár hivatalnoka volt Nagyszebenben. Az ügyvédi vizsgát 1846-ban tette le Kolozsváron, s 1847-től Marosszék ítélőtáblai bírája lett. Miután az 1848. május 30-ai erdélyi országgyűlés kimondta Magyarország és Erdély unióját, az ellenzék küldötteként Jakab vitte meg a hírt a Batthyány-kormánynak. 1848 szeptemberében belépett a honvédsereg 15. huszárezredébe, s Bem József parancsnoklása alatt vett részt a szabadságharc erdélyi és bánsági harcaiban, előbb közlegényként, 1849 februárjától hadnagyi, később főhadnagyi, végül júliustól alszázadosi (alkapitányi) rangban. 1849 során többek között harcolt a magyar győzelmet hozó gálfalvi, piski, jádi és nagyszebeni ütközetekben, valamint a vesztes temesvári csatában. Május 1-jén a temesközi harcokban tanúsított magatartásáért megkapta a Magyar Katonai Érdemrend 3. osztályát. Az augusztus 17-ei dévai fegyverletételt követően az oroszok fogságába került, s 1849 augusztusa és 1850 áprilisa között a nagyszebeni várbörtönben raboskodott.
Kiszabadulása után szentgericei birtokán gazdálkodott, s a hatósági végzés értelmében 1854-ig nem hagyhatta el a települést. 1856-ban Kolozsvárra költözött, és feleségül vette az erdélyi főkormányszéki levéltár igazgatója, Mike Sándor leányát, Rózát. Tevékenyen részt vett a város közéletében, közreműködött a Kolozsvári Nemzeti Színház, az Erdélyi Gazdasági Egylet működtetése, illetve az Erdélyi Múzeum-Egyesület megalapítása körüli szervezőmunkában. Emellett gróf Mikó Imre titkáraként Erdély különböző levéltáraiban végzett történetiforrás-kutatásokat. 1861-ben kinevezték az erdélyi főkormányszéki levéltár munkatársává, 1863-ban aligazgatójává, végül 1867-től 1875-ig az intézmény főigazgatója volt. Miután a magyar kormány elrendelte, hogy a megalapítása előtt álló Magyar Országos Levéltár az erdélyi főkormányszéki levéltárat mint szervezeti egységet integrálja, 1874-ben Jakab európai körúton tanulmányozta az egyes országok levéltárügyét. 1875-ben az egyesített Magyar Országos Levéltár allevéltárnokává nevezték ki, amelynek 1893-tól haláláig levéltárnoka volt.

## Munkássága
Nagyszebeni hivatalnokévei alatt kezdett átfogó levéltári kutatásokba, melynek során feltárta a Szász Nemzeti és Szeben Vármegyei Levéltár, valamint a Bruckenthal Múzeum és Könyvtár anyagát. Történeti kutatásai homlokterében az Erdélyi Fejedelemség és Erdély 16–19. századi köz- és eseménytörténete állt, de levéltári kutatásai és tudományos érdeklődése kiterjedt Kolozsvár és Udvarhely vármegye helytörténetére, továbbá az 1848–1849-es szabadságharc erdélyi eseménytörténetére is. Behatóan foglalkozott művelődéstörténeti kérdésekkel, 16–18. századi kéziratos énekeskönyvekkel, a kalendáriumirodalommal és az erdélyi sajtó történetével. 1855 után Mikó Imrével együtt szerkesztette az Erdélyi Történelmi Adatok című sorozat első három kötetét.
Levéltárosként főleg az egyes – állami, törvényhatósági, magánkézben lévő stb. – levéltárak szervezeti kérdései foglalkoztatták, de nevéhez fűződik a Magyar Tudományos Akadémia kézirattárának 1875 utáni szakszerű rendezése is.
Kolozsvári diákévei alatt Szentiváni Mihály buzdítására verseket írt, hazafias ódái a Remény című ifjúsági lapban jelentek meg, de csakhamar felhagyott a költészettel. 1848. június–augusztus között az Erdélyi Híradó szerkesztője volt, az 1850-es évektől pedig rendkívül sokrétű publicisztikai tevékenységet folytatott, a Kolozsvári Hetilap, a Magyar Polgár, a Vasárnapi Ujság, az Ország-Világ, az Ellenőr, a Pesti Hírlap, a Pesti Napló, A Hon, a Századok, a Néptanítók Lapja stb. folyóiratok hasábjain jelentek meg közleményei – gyakran Agricola, Székely, Vadormi stb. álnéven – Erdély történelméről, műveltségi és oktatásügyi viszonyairól, valamint közigazgatási, közgazdasági és mezőgazdasági kérdésekről. További folyóiratokban – többek között a Keresztény Magvetőben – számos életrajzot közölt Erdély és az Erdélyi Unitárius Egyház nagyjairól (pl. Dávid Ferenc, Enyedi György, Aranyosrákosi Székely Sándor, Kriza János).
Írásaiban természetjogi érvekkel állt ki a feudális előjogok ellen, és az amerikai alkotmány példájára hivatkozott. Oláhügy című sorozatában kifejtette, hogy be kell vezetni a közteherviselést és a személyi szabadság elvét: „az embernek veleszületett jogainál fogva is, de a társasélet legelső feltétele nyomán is személyileg szabadnak kell lennie.”

## Társasági tagságai és elismerései
Tudományos eredményei elismeréseként 1870. május 25-én a Magyar Tudományos Akadémia levelező, 1889. május 3-án rendes tagjává választották. Emellett tiszteleti tagja volt az erdélyi románok irodalmi és művelődési társaságának, az Astrának. Tanácsosi rangban részt vett az unitárius egyház munkájában, és levelező tagja volt a British and Foreign Unitarian Associationnek is. A Magyar Unitárius Egyház nevezetes tagjai között tartja számon.

## Művei

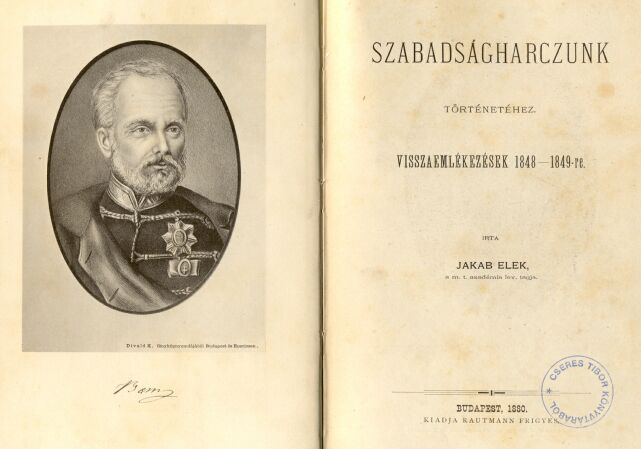
Jakab Elek Szabadságharczunk történetéhez – Visszaemlékezések 1848–1849-re című művének (Budapest, 1880) címlapja Bem tábornok arcképével

- Kolozsvár története, I–III. köt., Budapest, 1870–1888
- A királyföldi viszonyok ismertetése, I–II. köt., Pest–Budapest, 1871–1876
- Der Kampf der Sachsen für die Überreste des Feudalwesens in Siebenbürgen, Budapest, 1874
- Az utolsó Apafi: Történeti tanulmány, Budapest, 1875
- Báró Wesselényi Miklós hűtlenségi bűnpöre, I–II. köt., Kolozsvár, 1876
- A Ghyczyek Erdély történetében, különös tekintettel a kir. kormányzói intézményre, Budapest, 1876
- A levéltárakról, tekintettel a magyar állami levéltárügyre, Budapest, 1877 (akadémiai székfoglaló, elhangzott 1874. november 2-án)
- Tanulmányok Erdély XVIII. századbeli jogtörténetéből, Budapest, 1877
- Emlékbeszéd Szentkirályi Zsigmond lev. tag fölött, Budapest, 1877
- Dávid Ferencz emléke, Kolozsvár, 1879
- Emlékek a szabadságharcz idejéből, Budapest, 1879
- Kazinczy Gábor irodalmi hatásáról, Budapest, 1880
- Szabadságharczunk történetéhez: Visszaemlékezések 1848–1849-re, Budapest, 1880
- A magyar Fiume, Budapest, 1881
- A kalendáriumokról, Budapest, 1881
- Az erdélyi hírlapirodalom története 1848-ig, Budapest, 1882
- Erdély katonai védereje átalakulása a XVIII. században, Budapest, 1884
- Dr. Duka Tivadar könyve Kőrösi Csoma Sándorról : ismertető értekezés , Budapest, 1888
- A m. tudom. Akadémia kézirattárának ismertetése, Budapest, 1892
- Magyarország ujabbkori történelme 1815-től 1892-ig. Átdolgozva és a provisorium és Erdély történetével bővítve kiadta Szabó Ferencz. Nagy-Becskerek, 1893. Két kötet. (Hőke Lajos társszerzője, név nélkül.)
- Székely telepek Magyarországon, Budapest, 1896
- Udvarhely vármegye története a legrégibb időktől 1849-ig, Budapest, 1901 (Szádeczky Lajossal)
- Tanulmányok; vál., bev., jegyz. Egyed Ákos; Kriterion, Bukarest, 1986 (Téka)